# Clifford P. Hansen
Clifford P. Hansen (Teton megye, 1912. október 16. – Jackson, 2009. október 20.) az Amerikai Egyesült Államok szenátora (Wyoming, 1967–1978).